# 陳遇 (明朝)
陳遇（1313年—1384年），字中行，號先世曹人，應天府（今江蘇南京）人。明朝初年政治人物。

## 生平
其早年遷居建康，因為天資博學博覽，元末為溫州教授，后棄官退隱，世人稱之靜誠先生。當時朱元璋渡江，因為秦從龍引薦，寫書請其出山，并用諸葛亮等比喻其才能。當時見面與之交談，朱元璋大悅，留其為參謀，如同親信。當時朱元璋為吳王時候，授其為供奉司丞，辭去不做。當朱元璋為皇帝時，三次授任其為翰林學士，都請辭。於是賜給一輛車，出行時候有十位衛士保衛，以顯示其榮寵。
洪武三年，陳遇奉命到浙江等地考察民情和官員廉政，返回后賞賜金帛。任其為中書左丞，再次辭去。第二年召其到華蓋殿，賜坐并命其起草《平西詔》。授其為禮部侍郎，兼弘文館大學士，再次請辭。當時西域進獻寶馬，陳遇引用漢朝故事上諫。朱元璋任命其為太常少卿，陳遇堅持不授；朱元璋強迫其接受，仍然不可以。最後請其為禮部尚書，陳遇再次堅持朱元璋收回成命。明太祖沉思良久，於是答應其要求，此後不再強迫其為官。朱元璋還嘗試任命其子為官，陳遇答曰：“我的三個孩子都還年幼，沒有學成，請改日再說吧。”朱元璋也不強求了。
陳遇自从朱元璋登基后，即在身旁服侍。朱元璋经常问其保国安民的大计，陳遇对答道：“以不擅自杀人、轻赋薄敛、任命賢才、恢復王道為首任。”當時廷臣有過錯而被譴責的，陳遇則力解，其中多數得以釋放。其計謀多秘而不出，而經常受皇帝恩寵，其他大臣無法比擬。洪武十七年，陳遇去世，賜葬鐘山。

## 家庭
陳遇有三子，其中陳恭，為舉人，官至工部尚書。陳遇弟陳遠，經常侍奉朱元璋。永樂年間為翰林待詔。